# 克拉希炒鍋

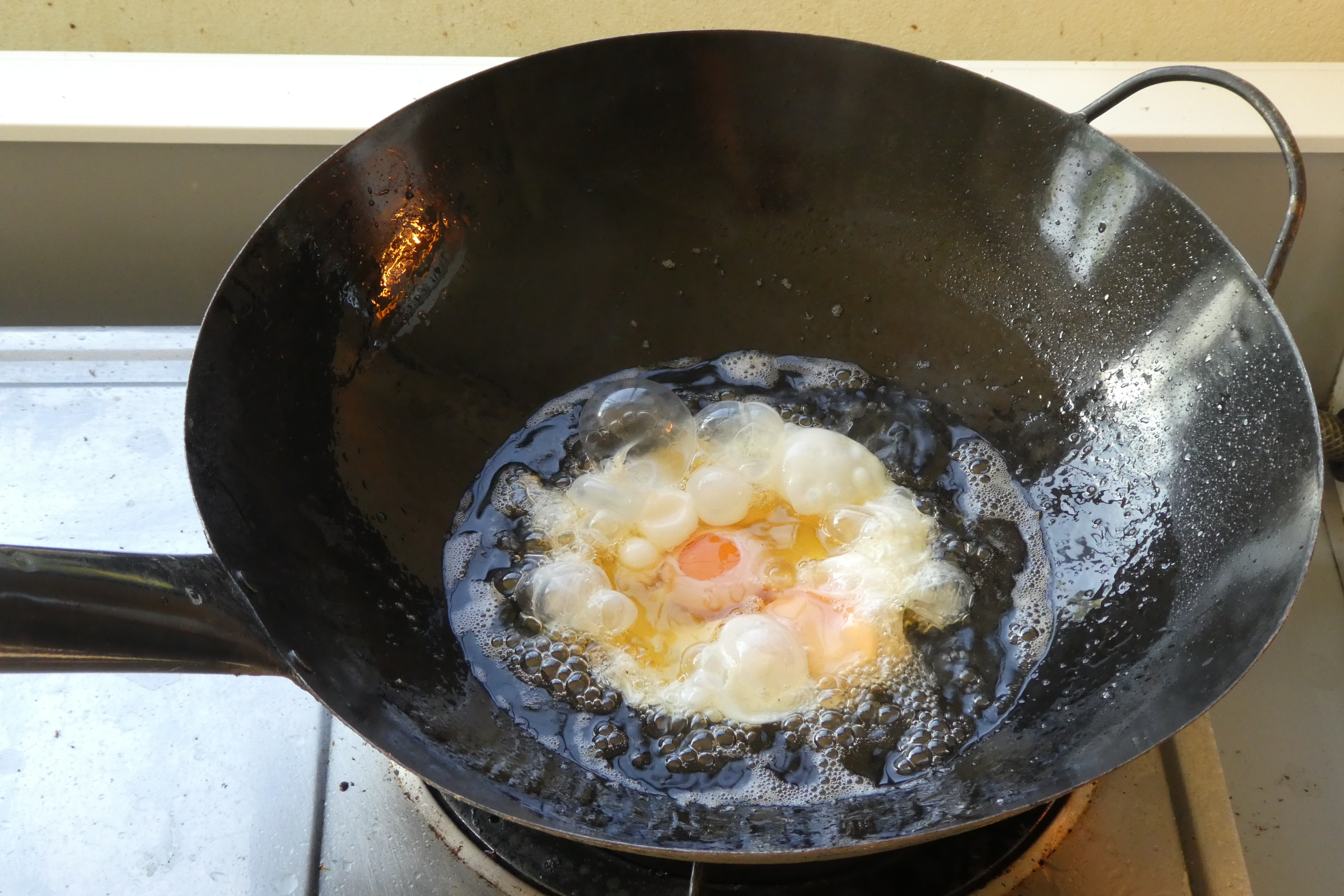
羯荼炒锅

克拉希炒鍋（烏爾都語：、[कड़ाही或कढ़ाही] 错误：{{Lang-xx}}：拉丁字母轉寫第 7 個字元「或」不是拉丁字母。（帮助），羅馬化：kerāhī），孟加拉語稱科拉伊炒鍋（羅馬化：koṛāi）或羯荼炒锅（羅馬化：koṛā），是一种厚的圆形深口铁锅，和中国的炒锅相似，起源于印度次大陆，用于印度、巴基斯坦、阿富汗、孟加拉国、尼泊尔烹饪。传统的克拉希炒锅用低碳钢制成，但目前多用不锈钢或铜。巴基斯坦菜中用克拉希炒鍋烹饪的菜多用克拉希命名，包括羯荼山羊（英語：mutton kadai）、羯荼鸡（英語：chicken kadai）等。

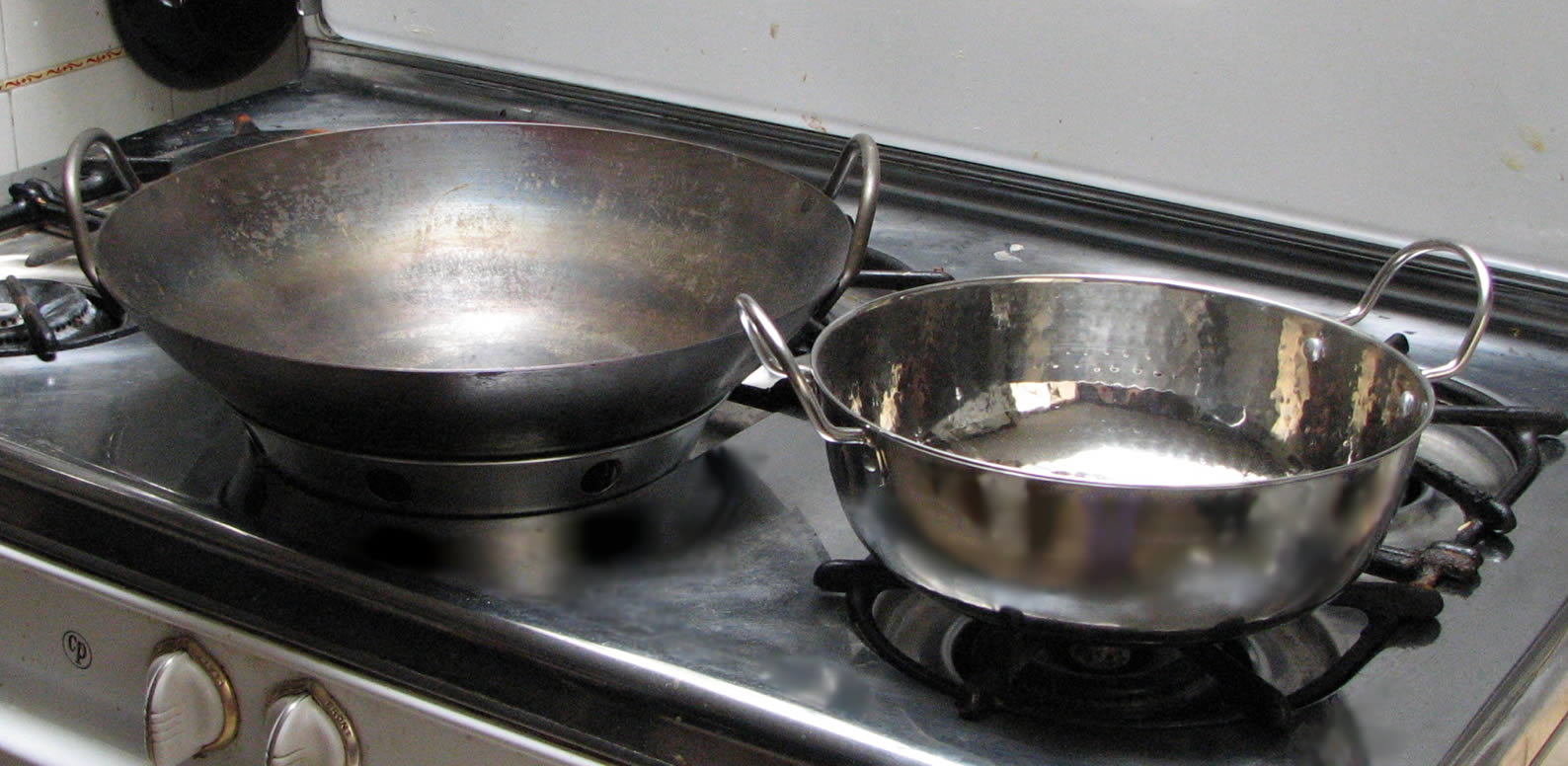
羯荼炒锅（右）与中国炒锅（左）的对比

儘管印地語、孟加拉語名稱中帶有外語標記nukta，印度人聲稱此鍋源於印度古典時代，《羅摩衍那》梵語所稱的“迦吒诃”（kaṭāha），古稱“跋哩阇那钵呾罗”（bharjanapātra）。马来西亚吉打州得名于“迦吒诃”炒锅。